# Alue Rambot (Darul Makmur)
Alue Rambot is een bestuurslaag in het regentschap Nagan Raya van de provincie Atjeh, Indonesië. Alue Rambot telt 963 inwoners (volkstelling 2010).